# NGC 7427
NGC 7427 је лентикуларна галаксија у сазвежђу Пегаз која се налази на NGC листи објеката дубоког неба.
Деклинација објекта је + 8° 30' 22" а ректасцензија 22h 57m 9,8s. Привидна величина (магнитуда) објекта NGC 7427 износи 15,1 а фотографска магнитуда 16,1. NGC 7427 је још познат и под ознакама MCG 1-58-16, MK 521, CGCG 405-18, NPM1G +08.0539, PGC 70091.